# Línea albertina

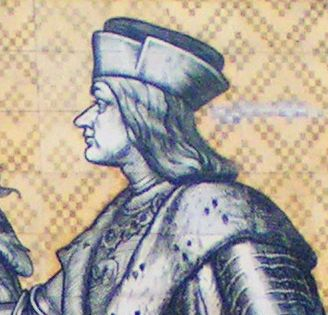
Alberto de Sajonia (1443-1500), fundador de la Línea albertina.

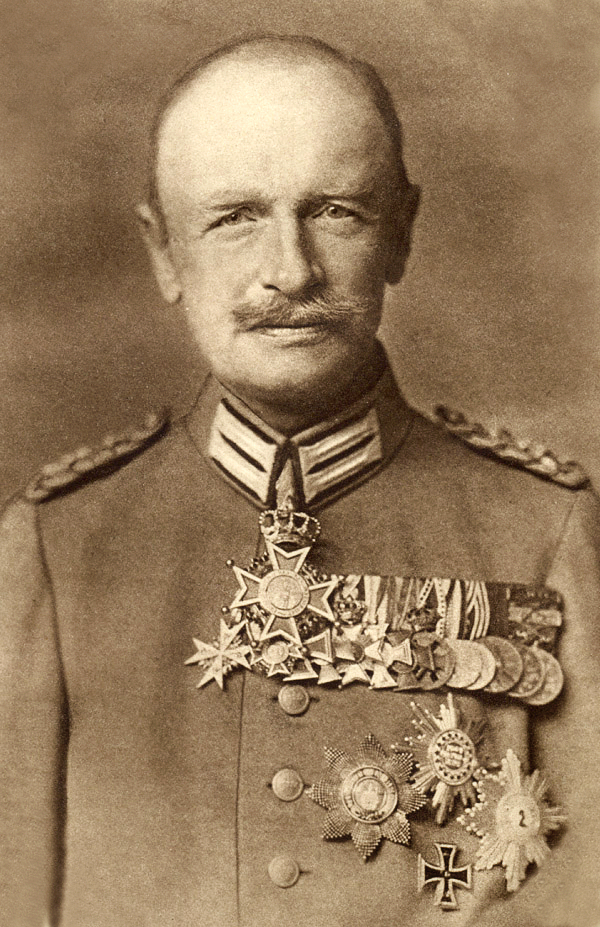
Federico Augusto III (1865-1932), último rey de Sajonia, abdicó en 1918 tras la derrota alemana en la Primera Guerra Mundial.

Mapa del reino de Sajonia durante el Imperio alemán (1871-1918).

Línea albertina es una rama descendiente de la antiquísima Casa de Wettin. Ella dio numerosos electores de Sajonia y luego reyes al convertirse el país en el Reino de Sajonia en 1806. La otra línea sajona de la Casa de Wettin es la Línea ernestina.

## Origen
A la muerte de elector de Sajonia Federico II el Apacible (1412-1464), sus dos hijos se dividieron los territorios familiares en la llamada división de Leipzig y formaron las líneas Alberina y Ernestina. El segundo, el duque de Sajonia Alberto el Intrépido (1443-1500), se convirtió en co-elector de Sajonia, co-elector palatino de Sajonia, co-landgrave de Turingia y margrave de Misnia.
Los representantes de la línea albertina a través de los años fueron acumulando más y más poder en detrimento de la línea primogénita Ernestina que tendía a la continua subdivisión de su territorio.

## Títulos
- De 1485 a 1547, fueron titulados duques de Sajonia.
- En 1547 obtienen la dignidad electoral.
- De 1547 a 1806, son duques y electores de Sajonia.
- De 1697 a 1763, son reyes de Polonia y a la vez Electores de Sajonia.
- En 1806, Napoleón I de Francia convierte a Federico Augusto III en rey de Sajonia.
- De 1806 a 1918, son reyes de Sajonia.

## Línea de gobernantes albertinos
|  |  |                                          |                                          |                                          |                                          | Casa de Wettin (Tronco original)         |                                          |  |  |                                             |                                          |                                          |                                          |                                          |                                          |  |  |  |  |  |  |  |  |  |  |  |  |
|  |  |                                          |                                          |                                          |                                          |                                          |                                          |  |  |                                             |                                          |                                          |                                          |                                          |                                          |  |  |  |  |  |  |  |  |  |  |  |  |
|  |  |                                          |                                          |                                          |                                          | Federico II de Sajonia (1412-1464)       |                                          |  |  |                                             |                                          |                                          |                                          |                                          |                                          |  |  |  |  |  |  |  |  |  |  |  |  |
|  |  |                                          |                                          |                                          |                                          |                                          |                                          |  |  |                                             |                                          |                                          |                                          |                                          |                                          |  |  |  |  |  |  |  |  |  |  |  |  |
|  |  |                                          |                                          |                                          |                                          |                                          |                                          |  |  |                                             |                                          |                                          |                                          |                                          |                                          |  |  |  |  |  |  |  |  |  |  |  |  |
|  |  | Ernesto (fundador de la Línea ernestina) | Ernesto (fundador de la Línea ernestina) | Ernesto (fundador de la Línea ernestina) | Ernesto (fundador de la Línea ernestina) | Ernesto (fundador de la Línea ernestina) | Ernesto (fundador de la Línea ernestina) |  |  | Alberto (fundador de la Línea albertina)    | Alberto (fundador de la Línea albertina) | Alberto (fundador de la Línea albertina) | Alberto (fundador de la Línea albertina) | Alberto (fundador de la Línea albertina) | Alberto (fundador de la Línea albertina) |  |  |  |  |  |  |  |  |  |  |  |  |
|  |  | Ernesto (fundador de la Línea ernestina) | Ernesto (fundador de la Línea ernestina) | Ernesto (fundador de la Línea ernestina) | Ernesto (fundador de la Línea ernestina) | Ernesto (fundador de la Línea ernestina) | Ernesto (fundador de la Línea ernestina) |  |  | Alberto (fundador de la Línea albertina)    | Alberto (fundador de la Línea albertina) | Alberto (fundador de la Línea albertina) | Alberto (fundador de la Línea albertina) | Alberto (fundador de la Línea albertina) | Alberto (fundador de la Línea albertina) |  |  |  |  |  |  |  |  |  |  |  |  |
|  |  |                                          |                                          |                                          |                                          |                                          |                                          |  |  | Enrique el Piadoso (1473-1541)              |                                          |                                          |                                          |                                          |                                          |  |  |  |  |  |  |  |  |  |  |  |  |
|  |  |                                          |                                          |                                          |                                          |                                          |                                          |  |  |                                             |                                          |                                          |                                          |                                          |                                          |  |  |  |  |  |  |  |  |  |  |  |  |
|  |  |                                          |                                          |                                          |                                          |                                          |                                          |  |  | Augusto de Sajonia (1526-1586)              |                                          |                                          |                                          |                                          |                                          |  |  |  |  |  |  |  |  |  |  |  |  |
|  |  |                                          |                                          |                                          |                                          |                                          |                                          |  |  |                                             |                                          |                                          |                                          |                                          |                                          |  |  |  |  |  |  |  |  |  |  |  |  |
|  |  |                                          |                                          |                                          |                                          |                                          |                                          |  |  | Cristián I de Sajonia (1560-1591)           |                                          |                                          |                                          |                                          |                                          |  |  |  |  |  |  |  |  |  |  |  |  |
|  |  |                                          |                                          |                                          |                                          |                                          |                                          |  |  |                                             |                                          |                                          |                                          |                                          |                                          |  |  |  |  |  |  |  |  |  |  |  |  |
|  |  |                                          |                                          |                                          |                                          |                                          |                                          |  |  | Juan Jorge I de Sajonia (1585-1656)         |                                          |                                          |                                          |                                          |                                          |  |  |  |  |  |  |  |  |  |  |  |  |
|  |  |                                          |                                          |                                          |                                          |                                          |                                          |  |  |                                             |                                          |                                          |                                          |                                          |                                          |  |  |  |  |  |  |  |  |  |  |  |  |
|  |  |                                          |                                          |                                          |                                          |                                          |                                          |  |  | Juan Jorge II de Sajonia (1613-1680)        |                                          |                                          |                                          |                                          |                                          |  |  |  |  |  |  |  |  |  |  |  |  |
|  |  |                                          |                                          |                                          |                                          |                                          |                                          |  |  |                                             |                                          |                                          |                                          |                                          |                                          |  |  |  |  |  |  |  |  |  |  |  |  |
|  |  |                                          |                                          |                                          |                                          |                                          |                                          |  |  | Juan Jorge III de Sajonia (1647-1691)       |                                          |                                          |                                          |                                          |                                          |  |  |  |  |  |  |  |  |  |  |  |  |
|  |  |                                          |                                          |                                          |                                          |                                          |                                          |  |  |                                             |                                          |                                          |                                          |                                          |                                          |  |  |  |  |  |  |  |  |  |  |  |  |
|  |  |                                          |                                          |                                          |                                          |                                          |                                          |  |  | Augusto II de Polonia (1670-1733)           |                                          |                                          |                                          |                                          |                                          |  |  |  |  |  |  |  |  |  |  |  |  |
|  |  |                                          |                                          |                                          |                                          |                                          |                                          |  |  |                                             |                                          |                                          |                                          |                                          |                                          |  |  |  |  |  |  |  |  |  |  |  |  |
|  |  |                                          |                                          |                                          |                                          |                                          |                                          |  |  | Augusto III de Polonia (1696-1763)          |                                          |                                          |                                          |                                          |                                          |  |  |  |  |  |  |  |  |  |  |  |  |
|  |  |                                          |                                          |                                          |                                          |                                          |                                          |  |  |                                             |                                          |                                          |                                          |                                          |                                          |  |  |  |  |  |  |  |  |  |  |  |  |
|  |  |                                          |                                          |                                          |                                          |                                          |                                          |  |  | Federico Cristian de Sajonia (1722-1763)    |                                          |                                          |                                          |                                          |                                          |  |  |  |  |  |  |  |  |  |  |  |  |
|  |  |                                          |                                          |                                          |                                          |                                          |                                          |  |  |                                             |                                          |                                          |                                          |                                          |                                          |  |  |  |  |  |  |  |  |  |  |  |  |
|  |  |                                          |                                          |                                          |                                          |                                          |                                          |  |  | Maximiliano (1759-1838)                     |                                          |                                          |                                          |                                          |                                          |  |  |  |  |  |  |  |  |  |  |  |  |
|  |  |                                          |                                          |                                          |                                          |                                          |                                          |  |  |                                             |                                          |                                          |                                          |                                          |                                          |  |  |  |  |  |  |  |  |  |  |  |  |
|  |  |                                          |                                          |                                          |                                          |                                          |                                          |  |  | Juan I de Sajonia (1801-1873)               |                                          |                                          |                                          |                                          |                                          |  |  |  |  |  |  |  |  |  |  |  |  |
|  |  |                                          |                                          |                                          |                                          |                                          |                                          |  |  |                                             |                                          |                                          |                                          |                                          |                                          |  |  |  |  |  |  |  |  |  |  |  |  |
|  |  |                                          |                                          |                                          |                                          |                                          |                                          |  |  | Jorge I de Sajonia (1832-1904)              |                                          |                                          |                                          |                                          |                                          |  |  |  |  |  |  |  |  |  |  |  |  |
|  |  |                                          |                                          |                                          |                                          |                                          |                                          |  |  |                                             |                                          |                                          |                                          |                                          |                                          |  |  |  |  |  |  |  |  |  |  |  |  |
|  |  |                                          |                                          |                                          |                                          |                                          |                                          |  |  | Federico Augusto III de Sajonia (1865-1932) |                                          |                                          |                                          |                                          |                                          |  |  |  |  |  |  |  |  |  |  |  |  |